# Neufmesnil
Ne doit pas être confondu avec Neuf-Mesnil.
Cet article possède un paronyme, voir Neufmanil.
Neufmesnil est une commune française, située dans le département de la Manche en région Normandie, peuplée de 174 habitants.

## Géographie
| Doville                                                                        | Doville, Varenguebec                     | Varenguebec                                       |
| Saint-Nicolas-de-Pierrepont (par un angle), La Haye (comm. dél. de Bolleville) | Neufmesnil                               | Varenguebec, Montsenelle (comm. dél. de Lithaire) |
| Saint-Symphorien-le-Valois                                                     | La Haye (comm. dél. de La Haye-du-Puits) | Montsenelle (comm. dél. de Lithaire)              |

### Hydrographie
La commune est située dans le bassin Seine-Normandie. Elle est drainée par le Buisson, le Naudouil et un autre petit cours d'eau,.
Le Buisson, d'une longueur de 13 km, prend sa source dans la commune de Montsenelle et se jette  dans le Fil de Gorges à Saint-Sauveur-le-Vicomte, après avoir traversé sept communes. 

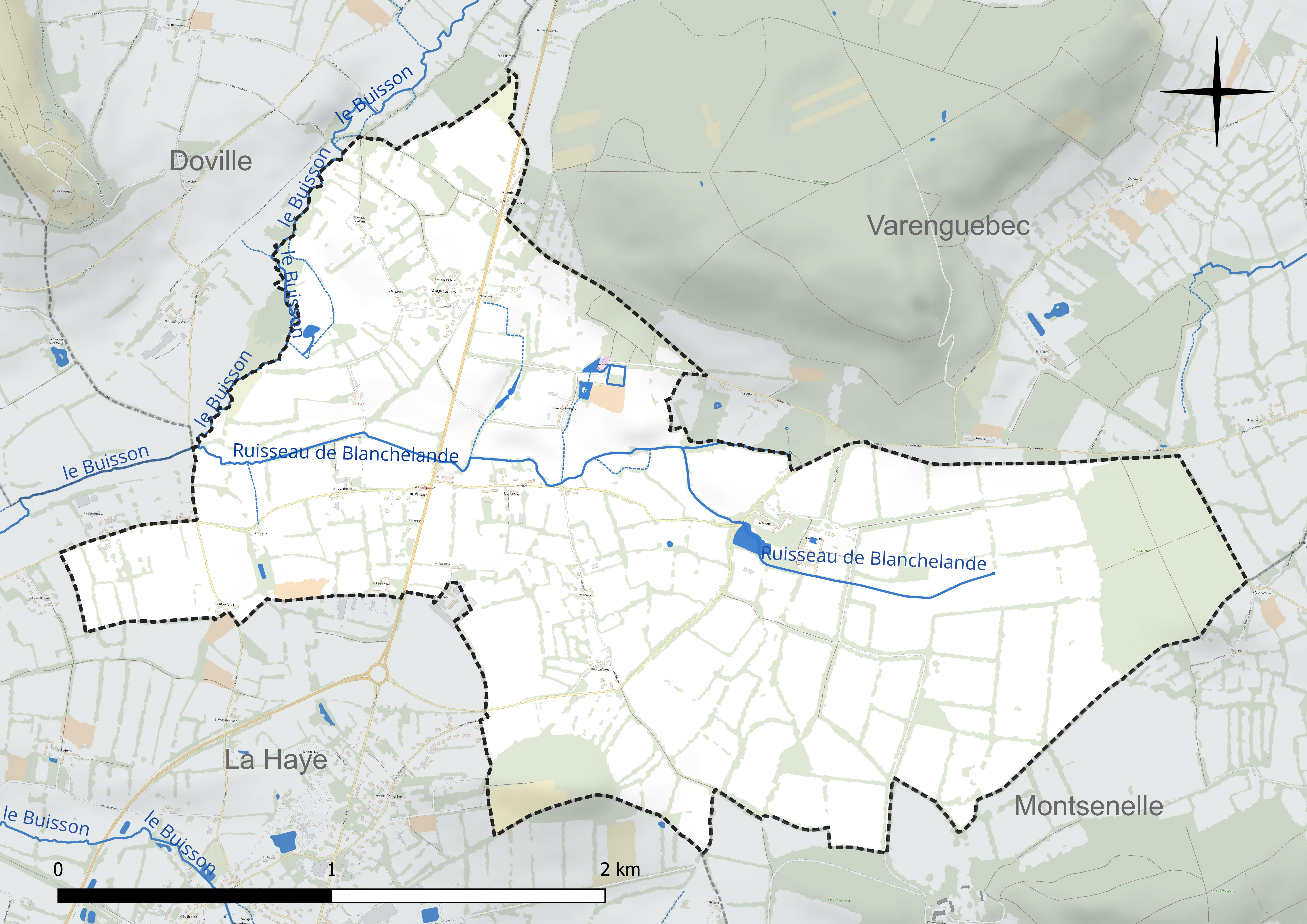
Réseau hydrographique de Neufmesnil.

### Climat
Pour des articles plus généraux, voir Climat de la Normandie et Climat de la Manche.
En 2010, le climat de la commune est de type climat océanique franc, selon une étude du CNRS s'appuyant sur une série de données couvrant la période 1971-2000. En 2020, Météo-France publie une typologie des climats de la France métropolitaine dans laquelle la commune est exposée à un climat océanique et est dans la région climatique  Normandie (Cotentin, Orne), caractérisée par une pluviométrie relativement élevée (850 mm/a) et un été frais (15,5 °C) et venté. Parallèlement le GIEC normand, un groupe régional d’experts sur le climat, différencie quant à lui, dans une étude de 2020, trois grands types de climats pour la région Normandie, nuancés à une échelle plus fine par les facteurs géographiques locaux. La commune est, selon ce zonage, exposée à un « climat maritime », correspondant au Cotentin et à l'ouest du département de la Manche, frais, humide et pluvieux, où les contrastes pluviométrique et thermique sont parfois très prononcés en quelques kilomètres quand le relief est marqué.
Pour la période 1971-2000, la température annuelle moyenne est de 11 °C, avec une amplitude thermique annuelle de 11,5 °C. Le cumul annuel moyen de précipitations est de 1 003 mm, avec 14,3 jours de précipitations en janvier et 8,4 jours en juillet. Pour la période 1991-2020, la température moyenne annuelle observée sur la station météorologique la plus proche, située sur la commune de Gouville-sur-Mer à 24 km à vol d'oiseau, est de 12,2 °C et le cumul annuel moyen de précipitations est de 844,8 mm,. Pour l'avenir, les paramètres climatiques de la commune estimés pour 2050 selon différents scénarios d’émission de gaz à effet de serre sont consultables sur un site dédié publié par Météo-France en novembre 2022.

## Urbanisme

### Typologie
Au 1er janvier 2024, Neufmesnil est catégorisée commune rurale à habitat dispersé, selon la nouvelle grille communale de densité à sept niveaux définie par l'Insee en 2022. Elle est située hors unité urbaine et hors attraction des villes,.

### Occupation des sols
L'occupation des sols de la commune, telle qu'elle ressort de la base de données européenne d’occupation biophysique des sols Corine Land Cover (CLC), est marquée par l'importance des territoires agricoles (92,4 % en 2018), une proportion sensiblement équivalente à celle de 1990 (91,9 %). La répartition détaillée en 2018 est la suivante : prairies (71,4 %), terres arables (19,6 %), forêts (7,6 %), zones agricoles hétérogènes (1,3 %). L'évolution de l’occupation des sols de la commune et de ses infrastructures peut être observée sur les différentes représentations cartographiques du territoire : la carte de Cassini (XVIIIe siècle), la carte d'état-major (1820-1866) et les cartes ou photos aériennes de l'IGN pour la période actuelle (1950 à aujourd'hui).

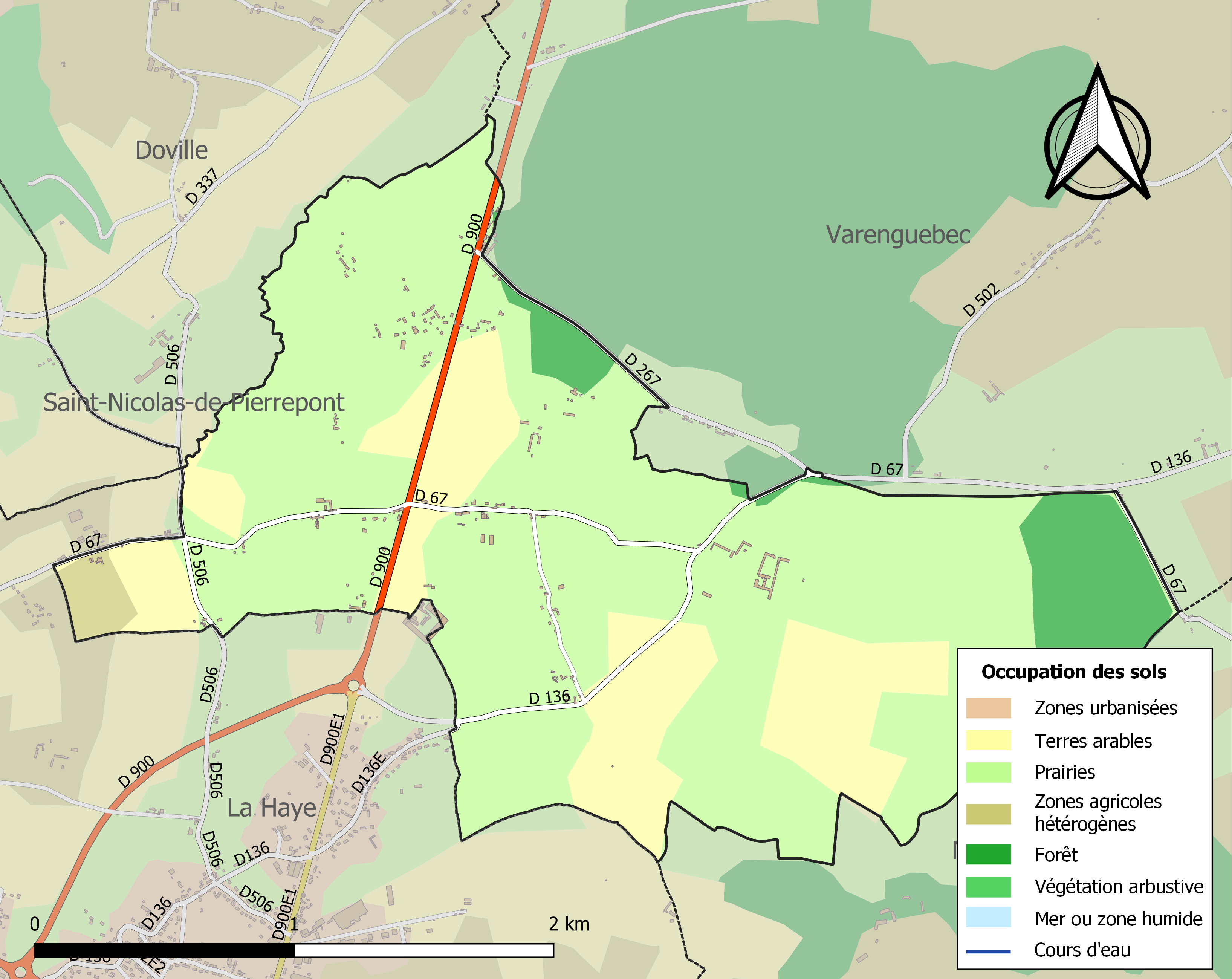
Carte des infrastructures et de l'occupation des sols de la commune en 2018 (CLC).

## Toponymie
Le nom de la localité est attesté sous la forme Novo Mesnillo en 1222.
L'ancien français mesnil, « domaine rural », est à l'origine de nombreux toponymes, notamment en Normandie. Il est ici précédé de neuf dans son sens de « nouveau » conservé dans le français moderne.
Le gentilé est Neufmesnilois.

### Micro-toponymie
Blanchelande est attesté sous la forme Blanca Landa vers 1350.

## Histoire
Au XVIIIe siècle, la paroisse de Neufmesnil a pour seigneur et patron Jacques-Robert Le Sens († 1760), écuyer, conseiller du roi, bailli de longue robe, et lieutenant général civil et criminel.

## Politique et administration
| Période                                  | Période         | Identité           | Étiquette | Qualité   |
| ---------------------------------------- | --------------- | ------------------ | --------- | --------- |
| 1837                                     | 1884            | Lemperière         |           |           |
| 1935                                     | 1973            | Joseph Legastelois |           |           |
| 1973                                     |                 | Lucien Digeon      |           |           |
| mars 1989                                | juin 1995       | Roger Ozouf        |           |           |
| juin 1995                                | 19 juillet 2013 | Daniel Lesage      |           |           |
| septembre 2013                           | mars 2014       | Roger Gidon        |           |           |
| mars 2014                                | En cours        | Simone Euras       | SE        | Retraitée |
| Les données manquantes sont à compléter. |                 |                    |           |           |

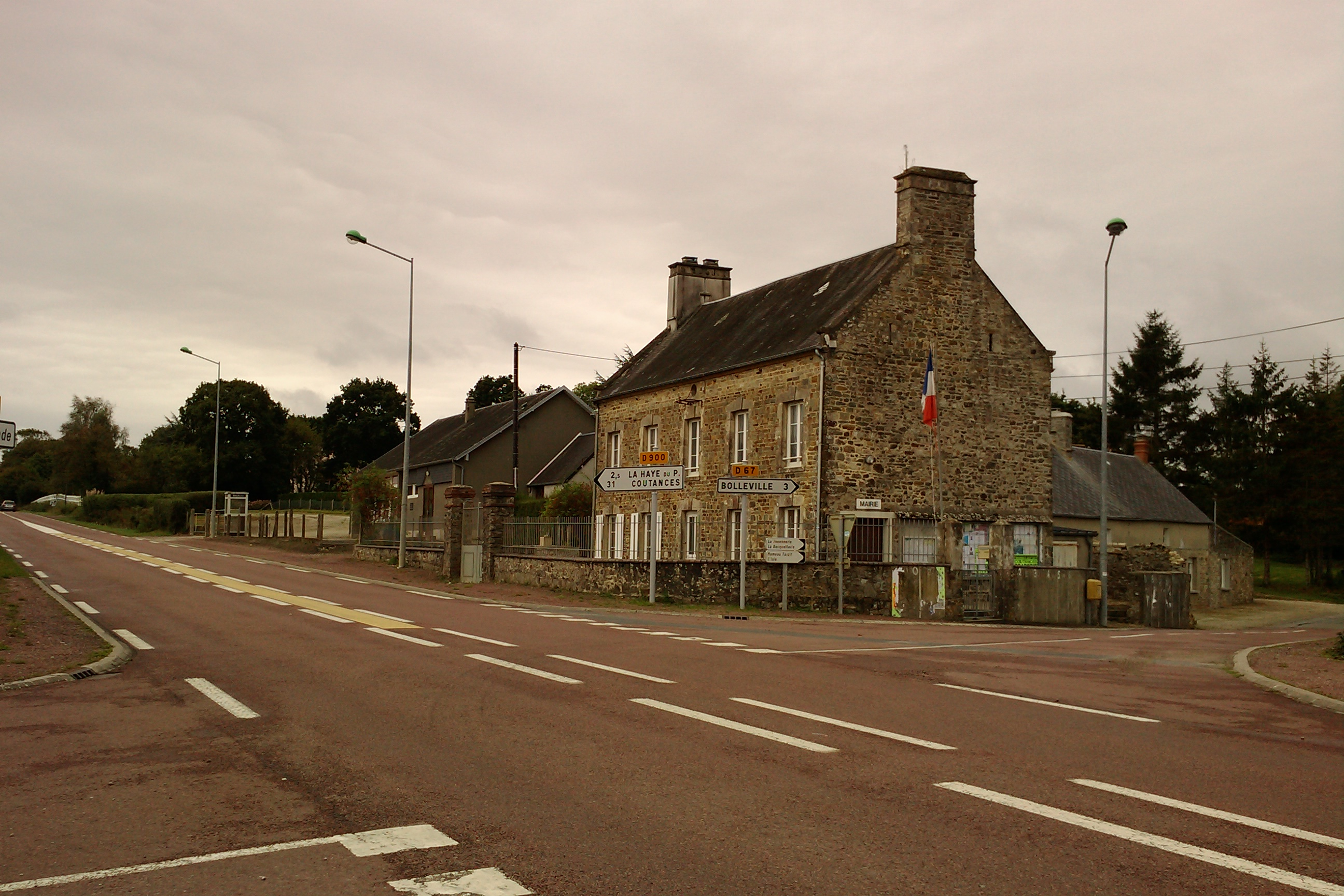
La mairie.

Le conseil municipal est composé de onze membres dont le maire et deux adjoints.

## Démographie
L'évolution du nombre d'habitants est connue à travers les recensements de la population effectués dans la commune depuis 1793. Pour les communes de moins de 10 000 habitants, une enquête de recensement portant sur toute la population est réalisée tous les cinq ans, les populations de référence des années intermédiaires étant quant à elles estimées par interpolation ou extrapolation. Pour la commune, le premier recensement exhaustif entrant dans le cadre du nouveau dispositif a été réalisé en 2004.
En 2022, la commune comptait 174 habitants, en évolution de −13 % par rapport à 2016 (Manche : −0,31 %, France hors Mayotte : +2,11 %).
Neufmesnil a compté jusqu'à 504 habitants en 1821.
| 1793 | 1800 | 1806 | 1821 | 1831 | 1836 | 1841 | 1846 | 1851 |
| ---- | ---- | ---- | ---- | ---- | ---- | ---- | ---- | ---- |
| 350  | 291  | 434  | 504  | 389  | 374  | 361  | 365  | 368  |

| 1856 | 1861 | 1866 | 1872 | 1876 | 1881 | 1886 | 1891 | 1896 |
| ---- | ---- | ---- | ---- | ---- | ---- | ---- | ---- | ---- |
| 330  | 327  | 321  | 279  | 257  | 277  | 265  | 234  | 251  |

| 1901 | 1906 | 1911 | 1921 | 1926 | 1931 | 1936 | 1946 | 1954 |
| ---- | ---- | ---- | ---- | ---- | ---- | ---- | ---- | ---- |
| 274  | 274  | 255  | 213  | 213  | 211  | 208  | 199  | 206  |

| 1962 | 1968 | 1975 | 1982 | 1990 | 1999 | 2004 | 2006 | 2009 |
| ---- | ---- | ---- | ---- | ---- | ---- | ---- | ---- | ---- |
| 204  | 176  | 168  | 173  | 156  | 175  | 174  | 174  | 187  |

| 2014 | 2019 | 2022 | - | - | - | - | - | - |
| ---- | ---- | ---- | - | - | - | - | - | - |
| 200  | 180  | 174  | - | - | - | - | - | - |

## Lieux et monuments

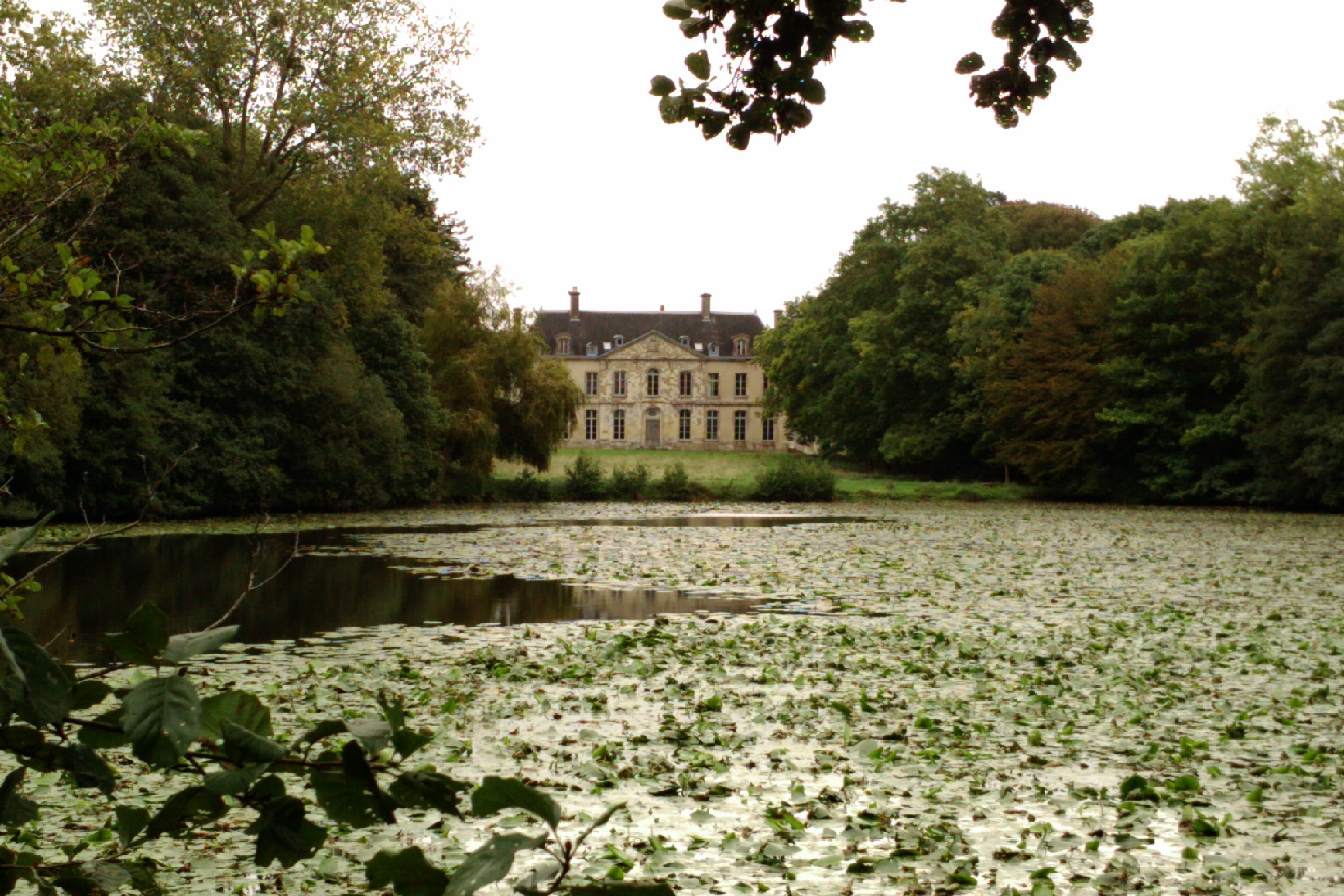
L'abbaye de Blanchelande et son étang.

- Église Sainte-Anne des XIIIe, XVIIIe et XIXe siècles. Elle abrite une statue de sainte Marguerite du XVe siècle[30] et une dalle funéraire gravée à l'effigie de trois abbés de Blanchelande du XVIe siècle classées au titre objet aux monuments historiques[31],[Note 4], ainsi qu'une éducation de la Vierge du XVe et une verrière de Mazuet du XIXe et Lorin du XXe[33].
- Domaine de la Cour (hospice Lempérière) du XVIIIe siècle.
- Abbaye de Blanchelande des XIIe, XIIIe, XVIIIe – XXe siècles. L'abbaye de l'ordre des prémontrés située sur le territoire de Varenguebec avant la Révolution, fut fondée à partir d'octobre 1155 par Richard de La Haye († 1169), baron de La Haye-du-Puits, et son épouse Mathilde de Vernon († 1209)[34], dame de Varenguebec. Elle compta jusqu'à 70 chanoines, dont 40 convers. Selon la tradition, Mathilde de Vernon, femme de Richard de La Haye, aurait fait le vœu de faire bâtir une abbaye si celui-ci, fait prisonnier par des pirates en allant chercher un secours anglais contre Geoffroy Plantagenêt qui l'avait chassé de leur château, rentrait sain et sauf. Tombée en décadence à partir du XVIIe siècle, l'abbaye fut vendue comme bien national en 1790, et changea depuis ce moment plusieurs fois de propriétaires et d'occupant, dont les Allemands, puis les Américains qui l'utilisèrent comme QG[33].

Les vestiges de l'ancienne église du XIVe, la porterie Saint-Nicolas du XIIIe, le réfectoire du XIIe, le nouveau logis abbatial du XVIe, les bâtiments conventuels du XVIIIe, l'enclos abbatial et l'étang sont inscrits au titre des monuments historiques par arrêté du 27 novembre 2000.
Le roman L'Ensorcellée de Jules Barbey d'Aurevilly s'y déroule et elle est citée dans le roman de La Varende, L'homme aux gants de toile.
- Anciens moulins.
- Stèle commémorative à la mémoire des soldats de la 82e Airborne mort à l'assaut de la colline Sainte-Catherine (Hill 95) du 5 au 7 juillet 1944.